# 高晓松
高晓松（1969年11月14日—），祖籍浙江杭州，出生于北京市西城区绒线胡同。曾主要活跃在中国大陆的音乐人、作家、导演、主持人、藏书家，“校园民谣”的代表人物，九三學社社員，自由派公共知识分子。历任阿里巴巴音乐科技有限公司董事长、阿里娱乐战略委员会主席，在2021年8月赵薇等“阿里系”艺人被打击后已离职。2021年9月，遭到中国大陆封杀，作品遭下架。

## 生平
高晓松出身于高级知识分子家庭，母亲是清华大学建筑学教授张克群，父亲是清华大学畢業的土木工程師高立人。外祖父张维是深圳大学首任校长，外祖母陆士嘉是北京航空航天大学创建者之一。堂舅父张克潜是电子学教授，清华大学电子工程系主任。

### 童年时期
- 1969年，高晓松父母被分配到东北的松辽油田（今大庆油田），出生在外舅公施今墨家（北京市西城区线绒胡同）。高晓松的“松”字就取自于松辽油田。
- 1970年，移居到上海的爷爷奶奶家。
- 1971年，妹妹高晓江出生。
- 1973年，母亲调回北京。在北京为高晓松上了户口（此时高晓松仍在上海）。
- 1974年，在上海一家幼儿园就读，是幼儿园的文艺骨干。因长相清秀，常被误认为女生。常被选为上台表演，出演过八路军，表演过京剧样板戏《海港》片段。第一次登台出现舞台事故（由于地滑倒在舞台上）自此很少登台演出。
- 1976年，从上海返回北京。1月15日 ，随父母参加了著名的“十里长街送总理”。

### 少年时期
- 1977年3月，开始就读于北京市石油部北郊子弟小学（现西城区师范学校附属小学）。
- 1979年，尝试转入北京外校和什刹海体校失败。
- 1982年，以优异成绩考入北京四中。
- 1985年，考入本校高中。
- 1986年，创立本校校刊《年轮》。
- 1988年，毕业于北京四中。

### 青年时期
- 1988年，考入清华大学电子工程系无线电专业本科。
- 1989年，当年由于家庭强制管制被放在上海家里看管，未参加天安门事件。并写出自己第一首歌《逃出城市》但未发表。
- 1990年，深受罗大佑等音乐影响，开始投入音乐行业发展，组建自己的第一支乐队“青铜器”（成员有戴涛、蒋涛、许宁丰、赵伟、路费汉强、高晓松，后歌手老狼加入）。
- 1990～1991年 流浪歌手时期 先后辗转海口、广州、厦门（与老狼，厦门时为自己）。
- 1991年，从清华大学退学进入北京电影学院导演系研究生预备班学习电影，在此期间写下《同桌的你》。
- 1992年，北京电影学院研究生未录取。后工作于中国亚洲电视艺术中心。一个多月后，辞职到亚运村投身广告业。
- 1993年，与香港大地唱片合作，并邀请老狼录制第一张唱片。

### 成就时期
- 1994年，出版《校园民谣I》，以《同桌的你》一曲获当年度几乎所有流行音乐奖之最佳金曲、最佳作词、最佳作曲。
- 1995年，以《恋恋风尘》、《蕾》等歌曲获得当年各种金曲词曲奖。
- 1996年，与宋柯共同成立“麦田音乐”，任音乐总监。
- 1996年底，出版个人音乐作品集《青春无悔》。并在当年于南京五台山体育馆举办个人作品音乐会。
- 1997～1998年 游历欧美各国。完成小说《写在墙上的脸》、剧本《那时花开》。
- 1999年，导演电影《那时花开》。与认识仅三天的沈欢闪电结婚，并把《那时花开》的女主角改名为“欢子”。
- 2000年3月底，出版小说《写在墙上的脸》。[15]

### 2000年后
- 2000年，其受聘搜狐娱乐事业发展总监。
- 2001年4月，出任新浪文化事业战略顾问。这年与妻子沈欢离异。
- 2003年，由于网络音乐冲击，开始长居美国。
- 2005年10月，高晓松在新浪开设博客，连载长文《1990如丧青春》回忆了他和老狼等朋友的往事，一些早期作品的背景。并在这个博客里发表了《彼得堡遗书》和《杀了她喂猪》等单曲作品。
- 2006年3月，卷入韩寒与白烨的网络论战，随后关闭了自己的博客。
- 2009年，担任快乐女声评委。
- 2010年，担任湖南卫视“快乐男声”比赛评委，同年又担任东方卫视中国达人秀评委。
- 2011年4月，发生轰动全国的药家鑫故意杀人案及西安音乐学院学生力挺药家鑫的言论后，高晓松号召音乐界封杀药家鑫的母校西安音乐学院，引起舆论热议。高晓松在其微博中说，“今后音乐界将不接受他们”，“生命都漠视的人会爱音乐吗？”
- 2011年5月9日，高晓松因醉酒驾驶一辆英菲尼迪越野车造成四車連撞，四人受傷，在北京被刑事拘留。[16][17]高晓松在派出所内写下“永不酒驾”并向媒体道歉。5月16日，北京市东城区交通支队向高晓松作出行政处罚决定：吊销驾驶证，五年内不得重新考取。[18]高还因为没有在有效期内更换新的驾照，被处以1000元罚款。5月17日，北京市东城区人民法院判决高晓松犯危险驾驶罪，处拘役六个月，并处罚金人民币四千元。[19][20]成为刑法修正案实施后首位因醉驾而被判刑的名人。事後有網友惡搞高曉松作品《同桌的你》製作《酒桌的你》。
- 2012年3月，由韩寒命名的脱口秀栏目《晓说》开始播出，这档节目高晓松自由发挥，说历史、评人物、聊八卦、论文化、谈热点，打造视频化的“高晓松专栏文章”。由优酷视频出品；亦加盟河南卫视《汉字英雄》节目。
- 2012年3月3日，凭借 《大武生》获得第三届金扫帚奖最令人失望导演奖。[21]
- 2014年6月28日，高晓松发布离婚声明，已与设计师妻子徐粲金于去年6月签署离婚协议。[22]
- 2014年4月18日，正式宣布加盟爱奇艺“工作室战略”，6月6日，由高晓松担任主持的节目《晓松奇谈》开始播出。
- 2015年7月15日，阿里巴巴集团宣布成立阿里音乐集团，高晓松任董事长。[23]2016年，高曉松卸任阿里音乐董事长。2021年，高曉松離開阿里巴巴集團[24]。
- 2016年12月30日，《晓松奇谈》停播。
- 2017年，在与爱奇艺合作节目《晓松奇谈》收官后的4个月后，2017年3月21日，高晓松在微博宣布回归优酷，开启录制《晓说2017》节目。这是《晓说》在停播三年之后的重新启动，也是高晓松身为阿里娱乐战略委员会主席与本家阿里巴巴重新合作。
- 2018年3月23日 高晓松的公益图书馆“晓书馆”开馆。[25]
- 2017年6月5日～2018年6月8日，在蜻蜓fm录制音频节目《矮大紧指北》。
- 2018年11月14日，在自己49岁生日的时候，在蜻蜓fm宣布录制为期一年的50期的回忆录音频节目《晓年鉴》。
- 2019年2月28日，担任访谈节目《大城晓聚》主嘉宾。
- 2019年5月2日，哈佛大学费正清中心举办“华语流行音乐四十年”论坛，并邀请高晓松等四人作为各个年代的代表发表演讲[26]。演说第二天，高晓松与罗大佑及哈佛大学两位教授就音乐相关历史进行口述录制，口述影像将作为保密档案保存在哈佛燕京图书馆当中[27]。
- 2019年12月16日加入九三学社。[7]
- 2020年5月4日，音乐人高晓松担任总策划，发起首场华语音乐人在线义演—“相信未来”，阿里文娱旗下大麦联动微博、网易云音乐、虾米音乐、腾讯音乐娱乐集团共同发起[28]；先后调动包括蔡徐坤[29]、郎朗、李玟、李宇春、王菲[29]、吴亦凡、易烊千玺、周迅[30]等知名艺人在内的近300组艺人[31]，累计吸引4.4亿人次在线观看，微博话题50.4亿阅读量，929.7W讨论；全球57家中文视频平台同步直播，179家媒体机构参与报道；媒体称此次义演为中国音乐史上最大规模线上义演。[32]
- 2021年8月28日，《晓说》及《探世界》等由高晓松主持的节目被优酷紧急下架，搜索“高晓松”也已无法查询到相关视频；另外，由高晓松发起的公益图书馆北京晓书馆也于当天临时关闭[33]。

- 2024年3月21日，由高晓松参与监制的英语版《三体》第一季在Netflix上线，7月该剧获第76届艾美奖包括“最佳剧集”在内的六项提名。

## 音乐

### 校园民谣
1994年，高晓松以《校园民谣I》进入音乐圈。高晓松的音乐创作最为人所熟知的是以《同桌的你》为代表的“校园民谣”。他的音乐表达了对青春的伤感。一度是年轻人的偶像。
1996年发表的个人作品集《青春无悔》代表了其更高成就，被许多媒体评为中国原创音乐典范之作。此专辑中最后一首《模范情书》为高晓松自己演唱。

### 音乐制作人
高晓松为刘欢、那英、老狼、小柯、黄磊、朴树、零点乐队、叶蓓、萨顶顶、林依轮、谢小东、马俊伟、筠子、李宇春、谭维维、曾轶可、黄绮珊、阿朵、周子琰、周深等人谱曲、作词或担任制作人，获得多项流行音乐奖。
1997年为筠子打造整张专辑《春分·立秋·冬至》。

## 电影
- 2002 《那时花开》：任编剧导演，[35]并与张亚东合作作曲。拍完后被认为主题消极，三年后于2002年上映。
- 2005《我心飞翔》：任编剧导演，[36]并与小柯合作作曲。
- 2011《大武生》：任导演。
- 2014《同桌的你》：任监制。
- 2017《喜歡你》：客串高富帥。
- 2024《三体》：任监制，获第76届艾美奖包括“最佳剧集”在内的六项提名。

## 綜艺节目
- 2009年快乐女声评委
- 2010年-2013年中国达人秀评委
- 2010年快乐男声评委
- 2012年声动亚洲评委
- 2013年中国音超主持
- 2014年奇葩說
- 2019年大城小聚主嘉宾
- 2019年乐队的夏天

## 脱口秀
《晓说》：晓说于2012年3月起开播的人文综合脱口秀节目，任导演、编剧，与主持人。
《晓松说-历史上的今天》：从2013年1月1日至12月31日，高晓松主持东方卫视脱口秀节目《晓松说—历史上的今天》节目，其视频内容编辑成《鱼羊野史(套装共6册)》一书。
《晓松奇谈》：晓松奇谈于2014年6月起开播的人文综合脱口秀节目，任导演、编剧，与主持人。风格基本延续《晓说》。
《奇葩说》：奇葩说由爱奇艺制作的一档与马东和蔡康永共同担当主持与评审阵容的辩论脱口选秀节目。
《大城晓聚》：由高晓松担任主嘉宾，与张召忠、林依轮、朱丹、徐根宝四位好友走访北京、广州、杭州、上海四座城市。

## 音频节目
《矮大紧指北》：蜻蜓FM播出的脱口秀栏目
《晓年鉴》：蜻蜓FM播出的回忆录节目

## 书籍
- 《写在墙上的脸》，现代出版社，2000年，ISBN 9787800285691。
- 《如丧》，武汉出版社，2012年，ISBN 7543067420。
- 《晓说》，北京联合出版社，2012年，ISBN 9787550211315。
- 《晓说2》，北京联合出版社，2013年，ISBN 9787550214156。
- 《晓说3》，北京联合出版社，2014年，ISBN 9787550223202。
- 《晓说4》，北京联合出版社，2014年，ISBN 9787550230934。
- 《鱼羊野史》，湖南文艺出版社，2014年，ISBN 9787540466206。
- 《晓松奇谈》，江苏凤凰文艺出版社，2015年，ISBN 9787539979878。
- 《睡在我上铺的兄弟》，民主与建设出版社，2016年，ISBN 9787513909617。
- 《晓松奇谈·第2卷》，江苏凤凰文艺出版社，2016年，ISBN 9787539989808。
- 《晓松奇谈·世界卷》，湖南文艺出版社，2017年，ISBN 9787540478308。
- 《晓松奇谈·人文卷》，湖南文艺出版社，2017年，ISBN 9787540479060。
- 《晓松奇谈·命运卷》，湖南文艺出版社，2018年，ISBN 9787540482626。
- 《晓松奇谈·情怀卷》，湖南文艺出版社，2018年，ISBN 9787540483081。
- 《矮大紧指北》，北京长江新世纪出版社，2019年，ISBN 9787570211227。

## 家庭
- 父亲高立人，清华大学毕业。美国林同炎国际咨询公司访问学者。
- 母亲张克群，中国建筑学家和建筑教育家，清华大学建筑系毕业，师从梁思成。
- 妹妹高晓江，清华大学 (2013年）建管系博士生，RWTH Aachen 建筑工程管理学院，现居德国。
- 外公张维，固体力学家，深圳大学创办者之一，中国工程院院士，中国科学院院士，中国科学技术协会副主席、瑞典皇家工程科学院外籍院士，世界工程师学会联合会副主席，德国工程师学会、德国国家桥梁与结构工程学会高级会员，茅以升科技教育基金会会长。[18]
- 外婆陆士嘉，流体力学家、力学教育家。长期从事空气动力学和航空工程的教研工作。倡导旋涡、分离流和湍流结构的研究。北京航空学院筹建者之一。北航的士嘉书院就以她的名字命名。
- 外舅公施今墨，中医临床家、教育家、改革家。
- 堂舅舅张克潜，张维的侄子，物理电子学，光电子学科学家，清华大学教授兼博士生导师。
- 前妻沈欢，北京首都经贸大学法律系毕业。律师。1999年11月23日结婚，三年后离婚。
- 前妻徐粲金，时尚设计师，原名徐姗姗，比高小19岁。[37]2007年2月结婚，2013年6月离婚，育有一女。
- 有部分媒体报道高晓松爷爷为中国电机工程专家、清华大学原校长高景德，[18][38][39][40]但高晓松在其微博声明并不属实。[41][42]

## 争议

### 国籍
高晓松父母都是中国人，母亲于1942年出生于德国柏林。
2011年5月10日《法制晚报》报道称高晓松在2011年酒驾事件时曾现场出示美国「护照」，而北京警方依据高晓松持有中国居民身份证，认定其为中国公民，并称没有一些媒体报道的出示外国护照的情节。高晓松在2020年的《晓年鉴》节目中称其当时出示的是美国「驾照」，媒体在报道时误写为「护照」，并重申「从未申请过外国护照」。
高晓松在2017年的“矮大紧指北”节目中谈到了他很早拿了美国绿卡，但从未入过美国国籍。2019年4月27日，高晓松在微博上回应自己的国籍问题，称自己「是中国电影导演协会会员，当然是中国籍」，且「从未申请过外国籍」。2019年底高晓松加入九三学社后再次回应国籍问题：“我是中国人，九三学社不接受外籍成员。”

### 和郑爽绯闻
2016年7月，微博账户“王小呆”和“八卦壹姐”接连发表了微博称高晓松与郑爽相恋。高晓松否认恋情，表示完全不认识郑爽，并起诉了相关微博账户。2017年3月，海淀法院一审判决高晓松胜诉，相关微博用户发布不实消息，向高晓松赔礼道歉，支付精神损害抚慰金2万、公证费5千、律师费2万人民币等费用。

### 哈佛研究员身份
2018年1月31日，高晓松在新浪微博发文称“正式入职哈佛大学成为研究员”，并晒出图书馆门卡和馆藏材料。2月4日，被誉为“打假斗士”的方舟子在推特发声，指出高晓松既不是哈佛大学研究员，也不是研究助理，只是自费去哈佛大学东亚系查资料的访问学者。
随后，高晓松发文自证其哈佛大学的官方身份，并将一些发布文章质疑他研究员身份的自媒体、凤凰欧洲、百度、新浪微博告上法庭，索赔超百万元。
2019年5月2日，哈佛大学费正清中心举办“华语流行音乐四十年”论坛，并邀请罗大佑、高晓松、方文山、尹约作为代表发表演讲。演说第二天，罗大佑与高晓松及哈佛大学两位教授就音乐相关历史进行口述录制。

### 言论
高晓松在其节目《晓说》等曾发表不少涉及历史、社会文化以及政治的争议性言论，如“印度社会平和，贫民窟犯罪率很低”、“全世界最尊敬军人的国家是美国”、“郑成功是大倭寇”、“四大发明是假的”、“汉人没有音乐细胞”、“听党指挥的军队叫党卫军”、“日本军国主义跟纳粹是两回事”、“可以参拜靖国神社”、“美国没到过中国土地上屠杀中国人民”、“古代青楼女子是最有文化的女人”，被中国历史研究院发文驳斥，指其披着解读历史的外衣，包藏“历史虚无主义”的私货。2020年6月28日与《人民日报》新媒体合作直播《名人读名著》节目时被大批网民不断弹幕留言辱骂，使得高晓松紧急关闭直播。